# 束草市

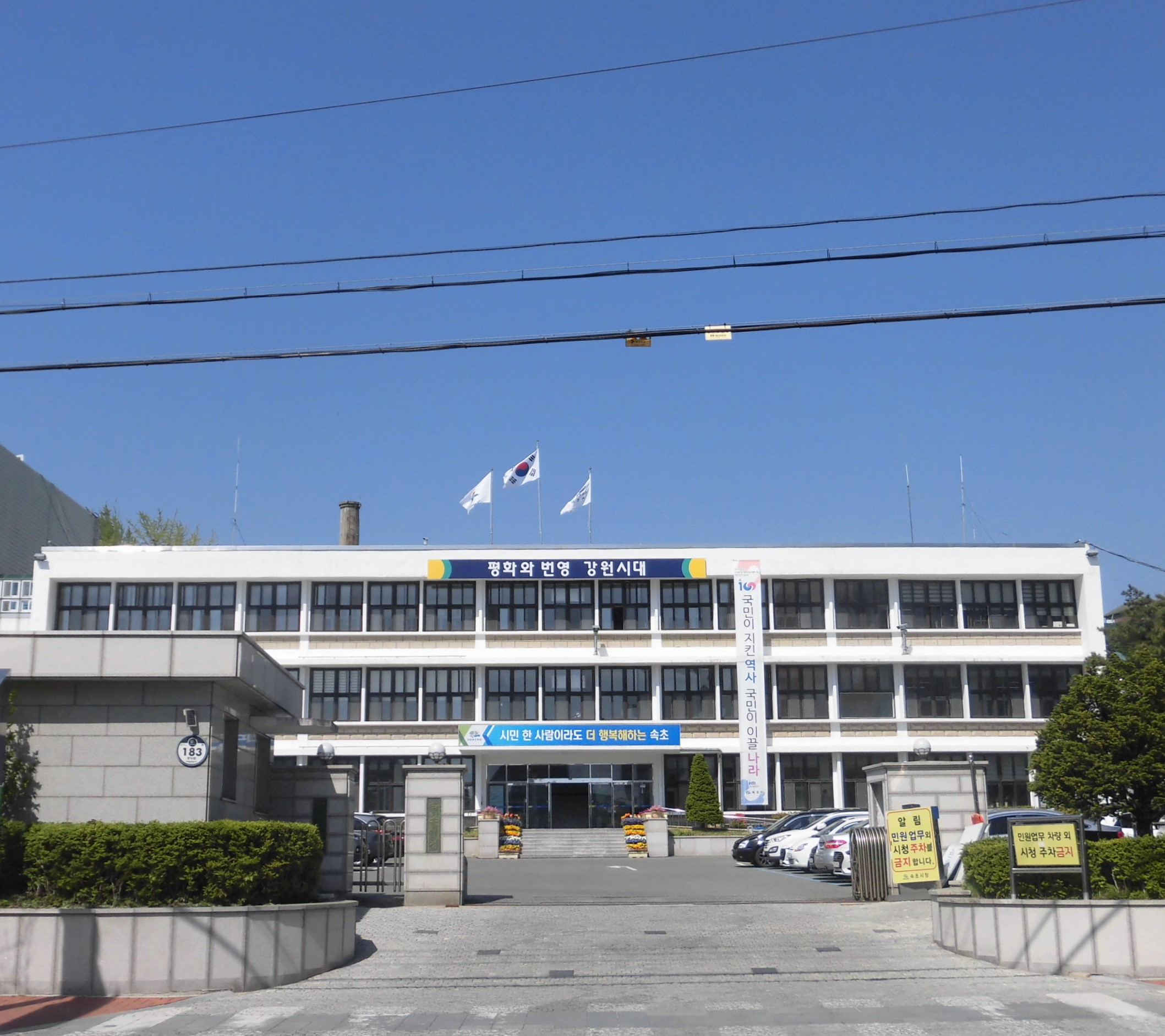
束草市庁

束草市（ソクチョし）は、大韓民国江原特別自治道の市である。北緯38度より北側にあり、朝鮮戦争前までは北側の実効支配下にあった。

## 地理
江原特別自治道の東北部に位置し、東は日本海に面し、南は襄陽郡、西は麟蹄郡、北は高城郡に接している。南北軍事境界線から約62km南にある。市域西部は雪岳山（ソラクサン）国立公園が占めており、良い海水浴場もあって韓国国内では有数の観光地となっている。2012年の統計では年間観光客数が1175万人（うち外国人76万人）となっており、特に8月は1か月で約300万人が訪れている。
北緯38度線以北にある唯一の市である。

## 人口
2012年の統計では84,489人。2001年の90,543人をピークに減少傾向である。2011年の外国人人口は744人で、半数以上が中国籍。日本籍は30人となっている。

## 歴史
高句麗時代は翼峴と呼ばれ、統一新羅時代は翼嶺と呼ばれた。
高麗時代に襄州と呼ばれ、李氏朝鮮時代に襄陽都護府となったが、粛宗と正祖の時代に県に格下げされたことがあり、1895年に郡になっている。
- 1914年4月1日 - 郡面併合により、襄陽郡道門面・所川面が合併し、道川面が発足。
- 1937年7月1日 - 道川面が束草面に改称。
- 1942年10月1日 - 束草面から束草邑に昇格。
- 1945年8月24日 - 38度線以北にあるため、ソ連軍に占領され、そのまま朝鮮民主主義人民共和国の領土となった。
- 1951年8月18日 - 朝鮮戦争の勃発により韓国軍が占領、邑制度が復活した。
- 1954年11月17日 - 軍政から民政委譲された。
- 1963年1月1日 - 襄陽郡束草邑が束草市に昇格。
- 1973年7月1日 - 高城郡土城面の一部を編入。
- 1983年2月15日 - 襄陽郡降峴面の一部を編入。
- 1998年10月17日 - 市内13洞を8洞に統合。

## 行政

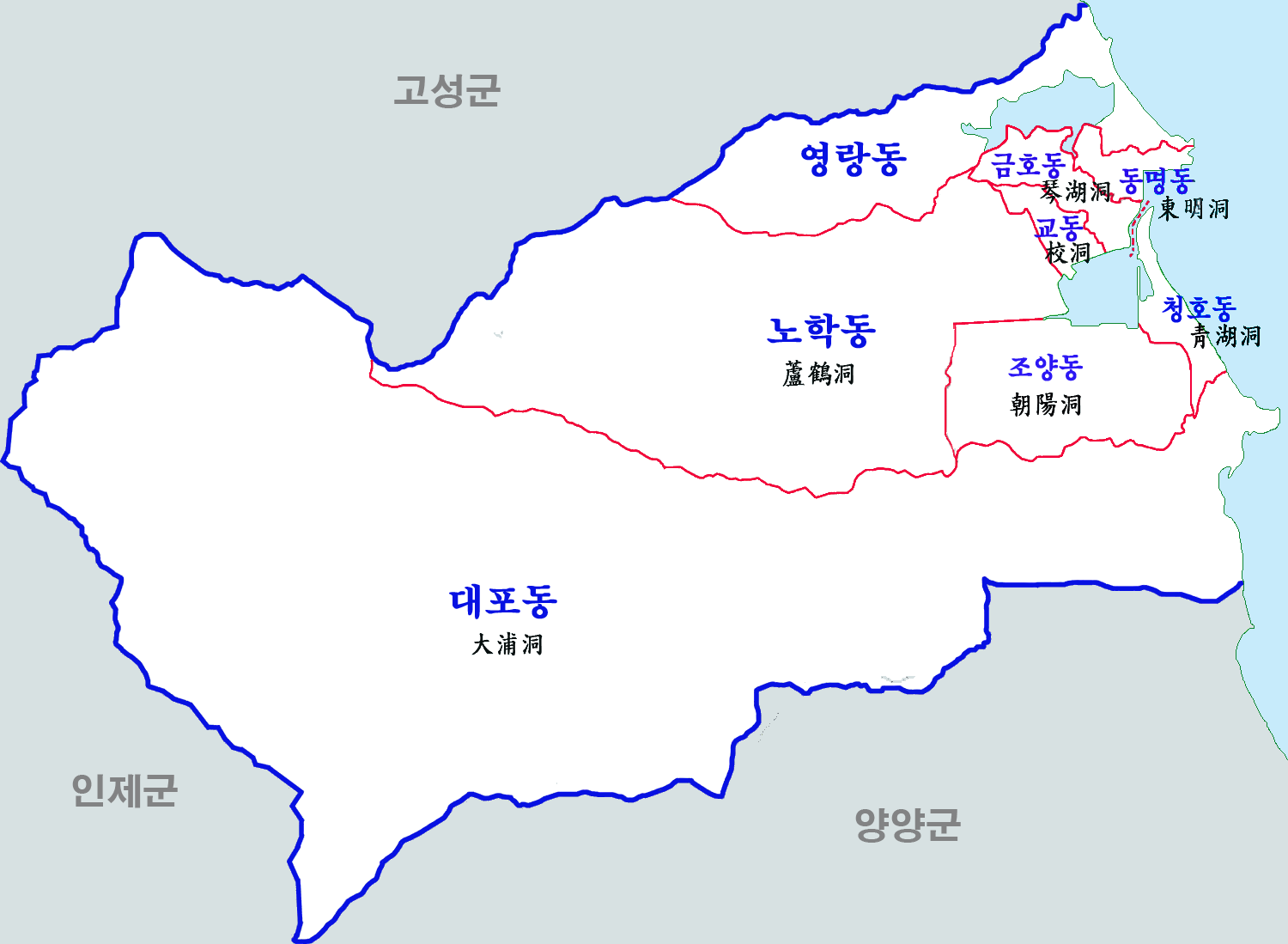
行政区域図

### 行政区画
8行政洞で構成される。
| 行政洞 | 法定洞                 |
| ------ | ---------------------- |
| 永郎洞 | 永郎洞、章沙洞         |
| 東明洞 | 東明洞                 |
| 琴湖洞 | 琴湖洞、中央洞         |
| 校洞   | 校洞、青鶴洞           |
| 芦鶴洞 | 芦鶴洞、校洞           |
| 朝陽洞 | 朝陽洞                 |
| 青湖洞 | 青湖洞、朝陽洞         |
| 大浦洞 | 大浦洞、道門洞、雪岳洞 |

### 警察
- 束草警察署
  - 永郎地区隊
  - 青草地区隊
  - 中央治安センター
  - 雪嶽治安センター

## 気候
日本海に面するため、海洋性の気候で緯度の割には温暖である。日本海に面するために、韓国の平野部としては最も雪が積もりやすく、韓国の平野部としては江陵市に次いで多い123.8cm（1969年2月26日）の積雪を記録している。しかし積雪1mを超えたのはこの時だけである。
- 最高気温極値38.7℃（2018年8月5日）
- 最低気温極値-16.4℃（2016年1月24日）
- 最深積雪123.8cm（1969年2月26日）

| 束草市の気候                                                | 束草市の気候 | 束草市の気候 | 束草市の気候 | 束草市の気候 | 束草市の気候 | 束草市の気候  | 束草市の気候   | 束草市の気候   | 束草市の気候  | 束草市の気候 | 束草市の気候 | 束草市の気候 | 束草市の気候     |
| 月                                                          | 1月          | 2月          | 3月          | 4月          | 5月          | 6月           | 7月            | 8月            | 9月           | 10月         | 11月         | 12月         | 年               |
| ----------------------------------------------------------- | ------------ | ------------ | ------------ | ------------ | ------------ | ------------- | -------------- | -------------- | ------------- | ------------ | ------------ | ------------ | ---------------- |
| 最高気温記録 °C （°F）                                      | 15.8 (60.4)  | 19.1 (66.4)  | 26.9 (80.4)  | 32.5 (90.5)  | 34.4 (93.9)  | 35.3 (95.5)   | 37.1 (98.8)    | 38.7 (101.7)   | 34.1 (93.4)   | 29.9 (85.8)  | 23.9 (75)    | 17.8 (64)    | 38.7 (101.7)     |
| 平均最高気温 °C （°F）                                      | 4.2 (39.6)   | 6.0 (42.8)   | 10.6 (51.1)  | 16.5 (61.7)  | 20.9 (69.6)  | 23.5 (74.3)   | 26.7 (80.1)    | 27.5 (81.5)    | 24.0 (75.2)   | 19.5 (67.1)  | 13.1 (55.6)  | 6.6 (43.9)   | 16.6 (61.9)      |
| 日平均気温 °C （°F）                                        | 0.1 (32.2)   | 1.9 (35.4)   | 6.3 (43.3)   | 11.9 (53.4)  | 16.3 (61.3)  | 19.8 (67.6)   | 23.4 (74.1)    | 24.1 (75.4)    | 20.1 (68.2)   | 15.1 (59.2)  | 8.8 (47.8)   | 2.5 (36.5)   | 12.5 (54.5)      |
| 平均最低気温 °C （°F）                                      | −3.8 (25.2)  | −2.2 (28)    | 1.8 (35.2)   | 7.3 (45.1)   | 12.1 (53.8)  | 16.5 (61.7)   | 20.6 (69.1)    | 21.2 (70.2)    | 16.5 (61.7)   | 10.8 (51.4)  | 4.7 (40.5)   | −1.5 (29.3)  | 8.7 (47.7)       |
| 最低気温記録 °C （°F）                                      | −16.4 (2.5)  | −16.2 (2.8)  | −11.6 (11.1) | −3.5 (25.7)  | 3.8 (38.8)   | 6.6 (43.9)    | 12.6 (54.7)    | 13.7 (56.7)    | 9.5 (49.1)    | −0.3 (31.5)  | −8.7 (16.3)  | −14.9 (5.2)  | −16.4 (2.5)      |
| 降水量 mm （inch）                                          | 43.5 (1.713) | 45.9 (1.807) | 52.3 (2.059) | 73.3 (2.886) | 88.5 (3.484) | 119.5 (4.705) | 265.6 (10.457) | 298.0 (11.732) | 200.6 (7.898) | 87.9 (3.461) | 92.0 (3.622) | 40.1 (1.579) | 1,407.2 (55.402) |
| 平均降水日数 （≥0.1 mm）                                    | 5.8          | 5.9          | 8.3          | 8.6          | 9.3          | 11.5          | 15.7           | 15.2           | 11.7          | 7.0          | 7.9          | 4.7          | 111.6            |
| % 湿度                                                      | 49.0         | 53.2         | 58.0         | 60.5         | 68.6         | 78.7          | 82.2           | 82.3           | 77.8          | 65.6         | 56.0         | 47.9         | 65.0             |
| 平均月間日照時間                                            | 185.4        | 176.9        | 194.9        | 211.9        | 216.3        | 172.4         | 146.3          | 152.4          | 166.8         | 189.8        | 169.0        | 184.3        | 2,166.4          |
| 出典：韓国気象庁 (平均値：1991年-2020年、極値：1968年-現在) |              |              |              |              |              |               |                |                |               |              |              |              |                  |

## 観光
- 雪嶽山国立公園（ソラクサン国立公園）：韓国有数の秘境とされる、標高1708mの雪岳山（韓国で3番目の高さ）周辺の国立公園。国立公園自体は、隣接する麟蹄郡、高城郡、襄陽郡にもまたがっている。
- 新興寺：652年創建の由緒ある寺院。極楽宝殿や石塔、経板など、多くの指定文化財がある。
- 金宗友の家屋：1750年前後に建てられた民家。
- 金根洙の家屋：道門洞にある瓦葺き木造家屋。
- 雪岳ウォーターピア
- 尺山温泉
- 雪岳温泉
- 束草八景巡り
- アバイ村：映画「秋の童話」のロケ地

## エピソード
- 2016年7月6日にアメリカなどで配信開始されたARゲームPokémon GO（Niantic Inc.）が、韓国での配信開始前に、市内でプレイ可能であることが伝えられ話題となった[5][6]。

## 交通

### 鉄道
- 営業している路線はない。かつては東海北部線が市内を通っていた。現在は計画として春川市の春川駅と市内の束草駅を結ぶ春川束草線が通る予定である。

### バス
- 高速バスは、市庁から南南東に2kmに位置する束草高速バスターミナルに発着する。ソウル高速バスターミナルからは20〜30分間隔の運行で、所要時間は2時間30分。その他東ソウル総合バスターミナル（東部高速）・仁川等への便がある。
- 市外バスは、市庁から北に500mの束草市外バスターミナルに発着する。日本海沿いに釜山へ向かう便をはじめ、東ソウル総合バスターミナル（金剛高速）、江陵・原州・春川等への便がある。

### 国際航路
- 2015年（平成27年）2月18日に開かれた京都府議会の代表質問で山田啓二京都府知事が、京都府舞鶴市の舞鶴港と束草・ロシアザルビノ港を結ぶ定期フェリー航路を2015年夏にも開設・就航する見通しであることを明らかにした。なお、2009年6月には新潟港と束草・ザルビノ港とのV字航路が就航していたが、集客・集積が伸びず、わずか3ヶ月で運休となっている。[7]

## 出身者
- D1 - アイドル、ミュージシャン（DKB）

## 姉妹都市
- 日本
  - 鳥取県米子市
  - 富山県入善町
- 中華民国
  - 台東県
- 中華人民共和国
  - 延辺朝鮮族自治州琿春市